# Шан-сюр-Барс
Шан-сюр-Барс (фр. Champ-sur-Barse) — коммуна во Франции, находится в регионе Шампань — Арденны. Департамент — Об. Входит в состав кантона Вандёвр-сюр-Барс. Округ коммуны — Бар-сюр-Об.
Код INSEE коммуны — 10078.
Коммуна расположена приблизительно в 170 км к юго-востоку от Парижа, в 80 км южнее Шалон-ан-Шампани, в 26 км к востоку от Труа. Стоит на реке Барс.

## Население
Население коммуны на 2008 год составляло 32 человека.
| 1962 | 1968 | 1975 | 1982 | 1990 | 1999 | 2008 |
| ---- | ---- | ---- | ---- | ---- | ---- | ---- |
| 31   | 42   | 43   | 46   | 45   | 34   | 32   |

## Экономика

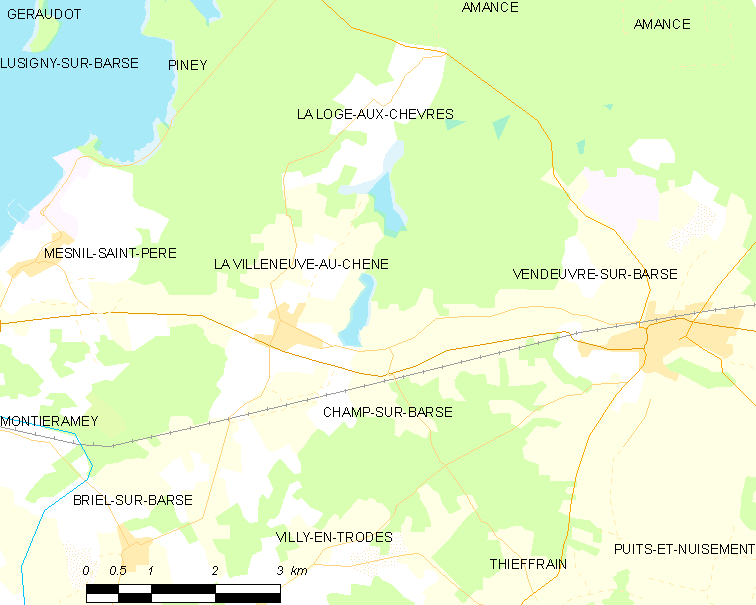
Карта коммуны

В 2007 году среди 22 человек в трудоспособном возрасте (15—64 лет) 19 были экономически активными, 3 — неактивными (показатель активности — 86,4 %, в 1999 году было 65,2 %). Из 19 активных работали 19 человек (10 мужчин и 9 женщин), безработных не было. Среди 3 неактивных 3 человека были учениками или студентами, 0 — пенсионерами, 0 были неактивными по другим причинам.